# サービック
サービックは、南海電気鉄道（南海）が発売している往復乗車券（一部のものには特急券もしくは座席指定券付きのタイプもある）と、到着地での交通機関のフリー切符や観光・飲食店・物販店等のクーポン券がセットになっている切符である。通年発売されるタイプと、期間限定タイプが存在する。有効期間は2日間だが、浪花なみなみサービックは最長の8日間、徳島とくとくサービックは4日間である。また現在ではサービックと言う名称は使われておらず、全て、〜きっぷと言う形の名称に変更されている。

## 通年発売されるサービック
| サービック名                                         | JTB | KNT! | 特急券 |
| ---------------------------------------------------- | --- | ---- | ------ |
| 高野山フリーサービック（現：高野山・世界遺産きっぷ） | ○   | ○    | ○      |
| 高野山・立里荒神サービック                           | ○   | ○    | ○      |
| 堺・ハーベストの丘サービック                         | ×   | ×    | ×      |
| 大型児童館ビッグバンサービック                       | ×   | ×    | ×      |
| ハイキングサービック金剛山                           | ○   | ○    | ○      |
| 徳島とくとくサービック                               | ○   | ○    | ○      |
| 浪花なみなみサービック                               | ×   | ×    | ○      |

浪速なみなみサービックは、南海フェリーの徳島港でのみ発売される。また、徳島とくとくサービックは和歌山市駅発着の設定がない。

## サービックを購入できる駅

### 南海本線・南海空港線
- 難波駅・新今宮駅・天下茶屋駅・住吉大社駅・堺駅・羽衣駅・泉大津駅・岸和田駅・貝塚駅・泉佐野駅・尾崎駅・みさき公園駅・和歌山市駅・りんくうタウン駅・関西空港駅

### 南海高野線
- 住吉東駅・堺東駅・三国ヶ丘駅・中百舌鳥駅・初芝駅・北野田駅・金剛駅・河内長野駅・林間田園都市駅・橋本駅・高野山駅

各サービックの料金は、発着駅や特急券もしくは座席指定券の有無によって異なる。